# K745 Chung Sang Eo

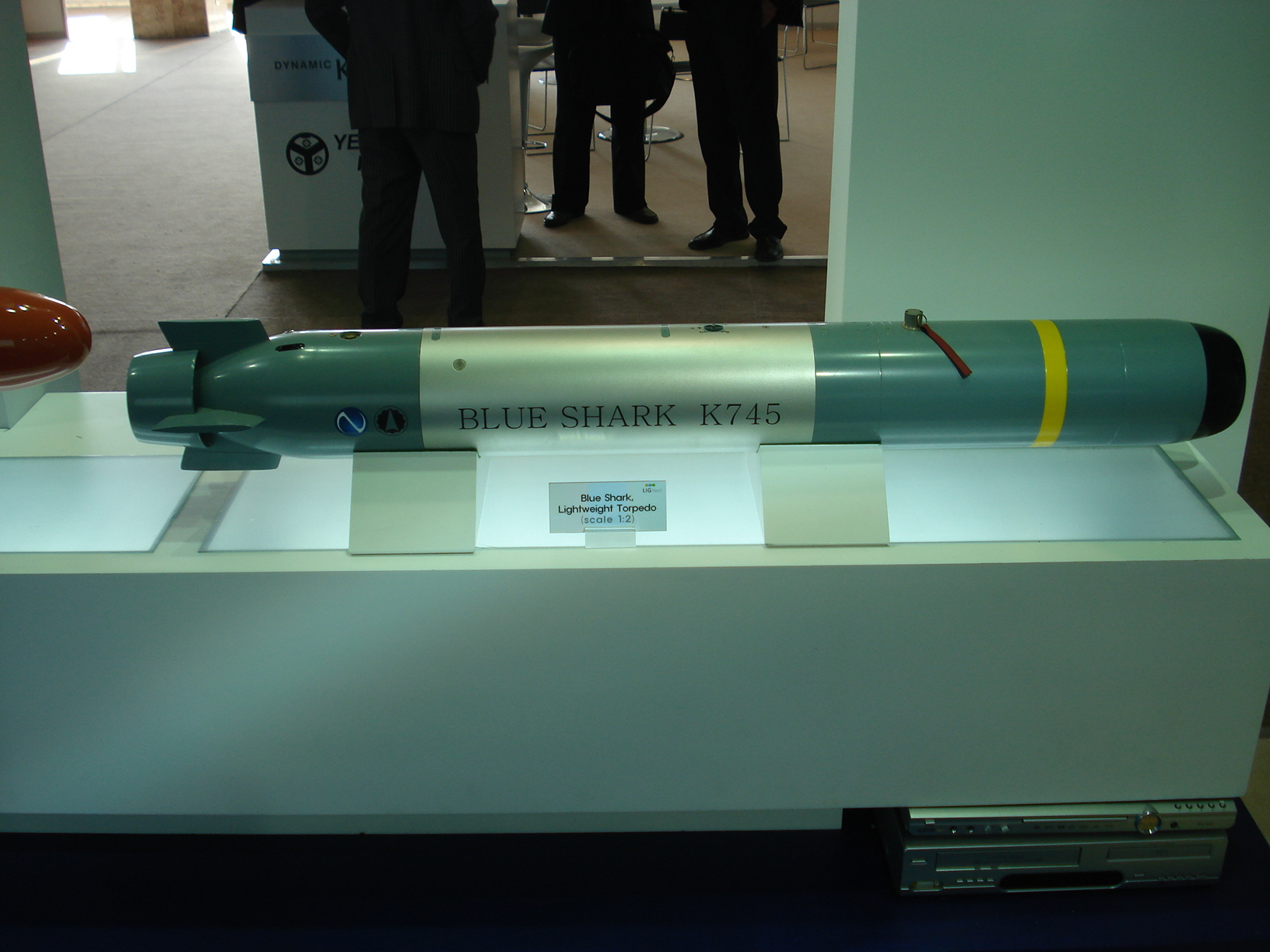
K745 Chung Sang Eo

K745 Chung Sang Eo (Blue Shark) je lehké 324mm protiponorkové torpédo vyvinuté pro námořnictvo Korejské republiky. Torpédo může být vypouštěno z hladinových lodí, vrtulníků a letadel. Typ K745 je rovněž využit v konstrukci vertikálně vypouštěného raketového torpéda Hong Sang Eo.
Vývoj torpéda probíhal v letech 1995–2004 ve spolupráci agentury Naval Center a společnosti LG Innotek. Sériově je vyráběno od roku 2005. Torpédo konstrukčně vychází z domácího typu KT-44. Samonavádění probíhá akusticky, přičemž torpédo nese kumulativní bojovou hlavici.

## Uživatelé
Filipíny
- Filipínské námořnictvo[1]

 Jižní Korea
- Námořnictvo Korejské republiky

## Hlavní technické údaje
- Hmotnost: 280 kg
- Délka: 2,7 m
- Průměr: 324 mm
- Nejvyšší rychlost: 45 uzlů
- Dosah: 9–11 km